# Dorothea von Sachsen-Lauenburg (1511–1571)

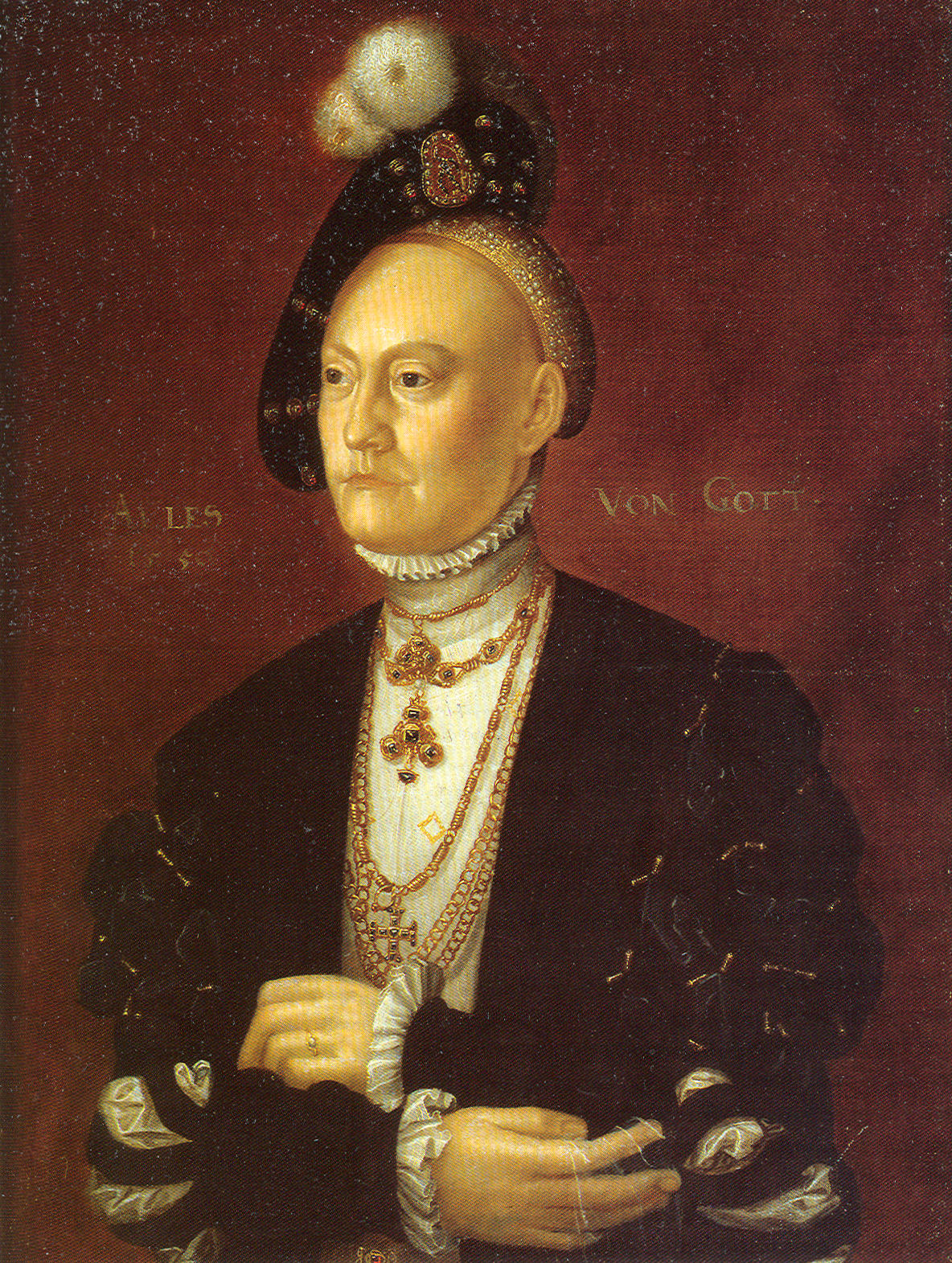
Dorothea von Sachsen-Lauenburg, Königin von Dänemark

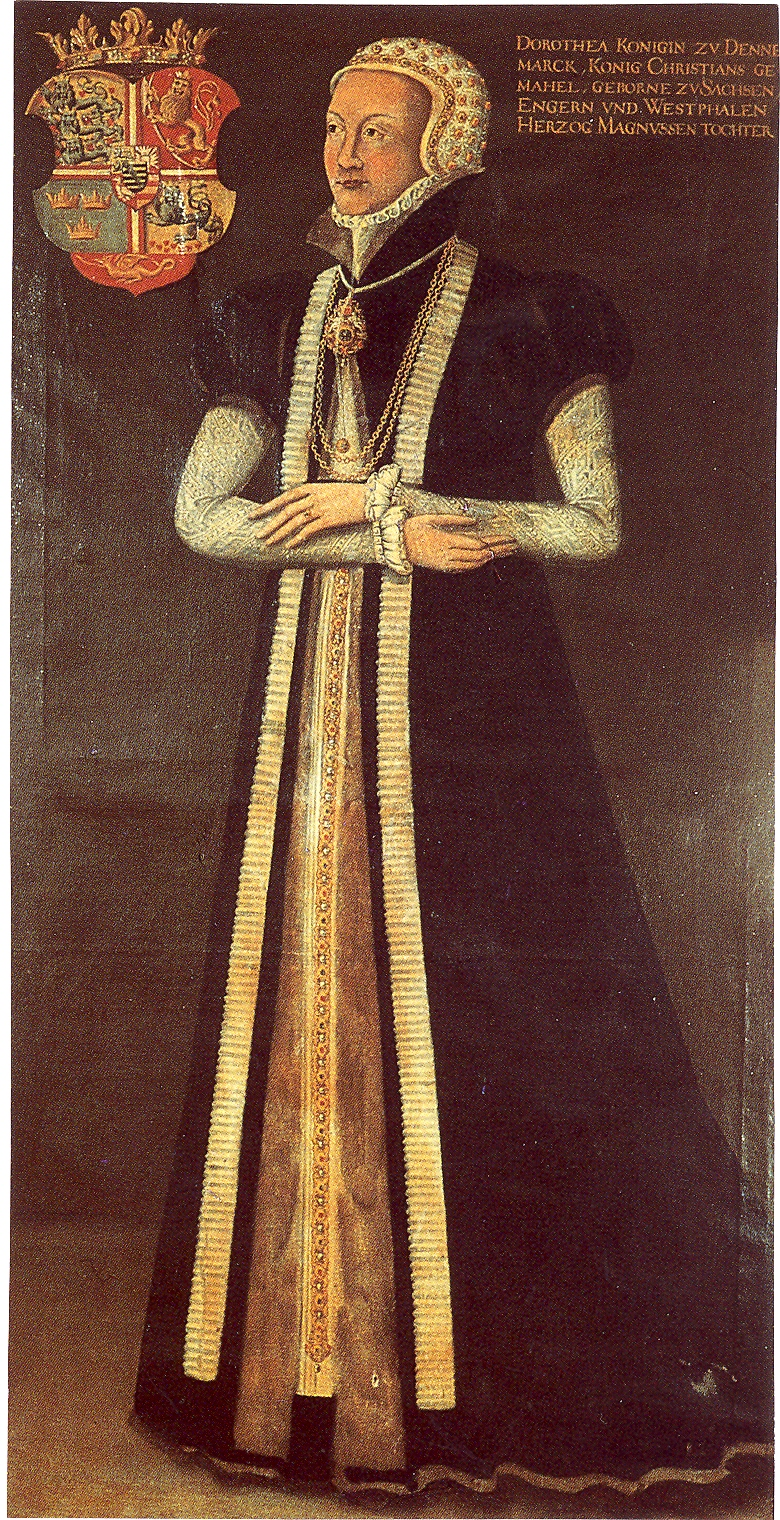
Königin Dorothea

Dorothea von Sachsen-Lauenburg (* 9. Juli 1511 in Lauenburg; † 7. Oktober 1571 in Sonderburg) war eine Prinzessin von Sachsen-Lauenburg und durch Heirat von 4. Juli 1534  (gekrönt 12. August 1537) bis 1. Januar  1559 Königin von Dänemark und Norwegen.

## Leben
Dorothea war die älteste Tochter des Herzogs Magnus I. von Sachsen-Lauenburg (1470–1543) aus dessen Ehe mit Katharina (1488–1563), Tochter des Herzogs Heinrich I. von Braunschweig-Wolfenbüttel.
Sie heiratete 14-jährig am 29. Oktober 1525 in Lauenburg den nachmaligen König Christian III. von Dänemark und Norwegen (1503–1559). Ihre Mitgift von 15.000 Gulden galt als äußerst gering. Das Paar lebte zunächst in Hadersleben, wo Christian als Statthalter der Herzogtümer Schleswig und Holstein residierte.
Zu Dorotheas Günstlingen zählte der dänische Finanzminister Peder Oxe. Ihr ursprünglich in Fünen zugewiesenes Leibgedinge konnte sie 1548 dahingehend ändern, dass man ihr Koldingen, Randers, Sonderburg und Norburg zubilligte.
Auf ihrem Totenbett sang sie Psalmen. Sie starb 60-jährig auf ihrem Wittumssitz Sonderburg und wurde im Dom zu Roskilde bestattet. Sonderburg und Norburg waren als ihr Leibgedinge nach ihrem Tod an ihren jüngeren Sohn Johann gefallen.

## Nachkommen
Aus ihrer Ehe hatte Dorothea folgende Kinder:
- Kind (*/† 1532)
- Anna (1532–1585)

⚭ 1548 Kurfürst August von Sachsen (1526–1586)
- Friedrich II. (1534–1588), König von Dänemark und Norwegen

⚭ 1572 Prinzessin Sophie von Mecklenburg (1557–1631)
- Magnus (1540–1583), Herzog von Schleswig-Holstein, König von Livland

⚭ 1573 Prinzessin Marie von Stariza (1560–1610)
- Johann (1545–1622), Herzog von Schleswig-Holstein-Sonderburg

⚭ 1. 1568 Prinzessin Elisabeth von Braunschweig-Grubenhagen (1550–1586)
⚭ 2. 1588 Prinzessin Agnes Hedwig von Anhalt (1573–1616)
- Dorothea (1546–1617)

⚭ 1561 Herzog Wilhelm V. von Braunschweig-Lüneburg (1535–1592)